# Афонсу III (маніконго)
Афонсу III (порт. Afonso III) або Нвіта-а-Нканґа (кон. Nvita a Nkanga; 1632–1669) — двадцять п'ятий маніконго центральноафриканського королівства Конго, перший правитель держави періоду громадянської війни.
Зайняв трон 1665 року після поразки конголезького війська під проводом маніконго Антоніу I в битві при Мбвілі. Був повалений прибічниками династії Кінлаза вже за місяць після сходження на престол. Після того Афонсу III був змушений тікати до гір Нкондо, де теж став правителем і правив до своєї смерті 1669 року.